# エドワード6世 (イングランド王)
エドワード6世（Edward VI, 1537年10月12日 - 1553年7月6日）は、テューダー朝のイングランド国王（在位：1547年1月28日（戴冠は2月20日） - 1553年7月6日）。父はヘンリー8世。母は王の3番目の妃であるジェーン・シーモア。異母姉にメアリー1世、エリザベス1世。

## 生涯
ヘンリー8世の嫡出男子で唯一存命していたエドワードは、父の崩御に伴い9歳で即位した。ヘンリー8世は幼い息子を一握りの権臣が操ることを警戒し、顧問団に集団で補佐させるよう遺言していたが、エドワードの母方の伯父であるエドワード・シーモアが握りつぶした。エドワード・シーモアはエドワード6世の即位直前にサマセット公位を創設し、自ら護国卿（摂政）となってイングランドの事実上の支配者となった。
ヘンリー8世は生前、エドワードをスコットランド女王メアリー・ステュアートと結婚させ、スコットランドをイングランド管理下に置く構想を持っていた。エドワード・シーモアはこれを引き継ぎ、スコットランドに攻め込んでメアリーを連れ去ろうとした。しかし1548年、メアリーの母でスコットランドの摂政王太后であったメアリー・オブ・ギーズが、自らの母国フランスの王太子フランソワ（フランソワ2世）とメアリーを結婚させたため、この計画は実現しなかった。
1552年、エドワード・シーモアが反逆罪で処刑されると、ノーサンバランド公ジョン・ダドリーが実権を握り、若き王に政治教育を行った。しかしエドワードの病状から崩御が近いと悟ったジョン・ダドリーは、エドワードの崩御後について画策する。ヘンリー8世が1543年に制定した法律では、継承順位はエドワード、メアリー（後のメアリー1世）、エリザベス（後のエリザベス1世）であったが、1553年5月21日、自分の六男ギルフォードをエドワードの従姉フランセス・ブランドンの娘ジェーン・グレイと結婚させ、本来は継承順位が低いジェーンを後継として指名する遺言を崩御の床にあるエドワードに迫った。結局エドワードはそれを了承し、7月6日に15歳で崩御した。その4日後、ジョン・ダドリーはジェーン・グレイが女王になると宣言し、ジェーンは戴冠式に備えるためロンドン塔に入った。
ダドリー一派の目論見を危険視した政府は、急遽王女メアリー（メアリー1世）をロンドンへ呼び戻し、7月19日、民衆の熱烈な支持を受けながらメアリーは法に基づく正統の女王としてロンドンに帰還した。ジョンとギルフォードのダドリー親子、ジェーン・グレイは反逆罪で斬首刑となった。

## 治世
エドワード6世の治世では、2度にわたる礼拝統一法の制定や共通祈祷書の発布により、イングランド国教会の脱カトリックが進んだ。

## 備考
- 日記が残っており、英語で記載された現存する日記として最古とされる。
- 後にマーク・トウェイン作『王子と乞食』の主人公にされた。

## 注
1. ↑  Edward VI king of England and Ireland Encyclopædia Britannica
2. ↑  ヘンリー8世の妹メアリー・テューダーの外孫であり、テューダー家の男系の血筋でない上に、母フランセスが存命であった。